# ポンゲ5
ポンゲ5（朝: 번개 5호、Pongae-5、稲妻の意味）は、朝鮮民主主義人民共和国（北朝鮮）が開発した地対空ミサイル。DoD識別番号はKN-06。
韓国の国防部によればロシアのS-300と中国のFT-2000を元に開発されたと見られている。

## 概要
1990年代、北朝鮮の防空網を構成する高・中高度防空ミサイルシステムとしてS-75やS-125、S-200を配備しており、防空レーダーとして1980年代に導入した36D6「ティンシールド」やP-80「ブラックネット」等の近代的な装備も保有していたが、依然として装備の大部分が1950年代から60年代にかけて開発された旧式品で構成されていた。
更に同様のシステムを多数運用していたリビアやイラクが敵対国との防空戦闘において敗北を喫したこともあり、北朝鮮の防空システムも速やかに無力化される可能性が高いことを示していた。
この状況を改善するべく、2001年に「S-300の生産許可および協力」を目的に金正日がロシアに訪問、交渉の末ロシアから協力を得ることに成功したとされ、2000年代初頭にS-300を北朝鮮国内で生産する計画が始動した。
北朝鮮側がシステムを構成する全部品を国産化することにこだわったため、開発計画に度重なる遅延に見舞われたが、2009年に最初の試験運用が実施された。

## 構造
ポンゲ5はS-300PMUおよびPMU-1と多くの共通点を持っており、性能も同程度と推測されている。

### 発射機
当時の北朝鮮の工業力ではMAZ-7910相当のTELが作れなかったため、テぺクサン-96トラックを使用し、発射筒の搭載数も3基に減少している。

### ミサイル
外観は48N6系列に酷似した1段式の大型ミサイルで、ミサイル後端に操舵翼を2枚1組のみのシンプルな構造となっている。
2011年に行われた試射では150km離れた目標の撃墜に成功したことから射程距離は48N6E相当と推測されている。
当初は発射時に蓋ごと破砕する方式であったが、後に発射前に蓋を事前に吹き飛ばす方式に変更されている。

### レーダー・指揮車輛
レーダー装備はPMUに類似したものが使用されており、追跡レーダー車輛は30N6E「フラップリッドB」を基にした国産射撃管制レーダーをテぺクサン-96トラックに搭載したものとなっている。
索敵レーダーは既に導入していた36D6の使用が可能であり、近年実施された演習において中国の305B型3次元捕捉レーダーに似たレイアウトを持つ、大型のフェーズドアレイレーダーが確認されている。
指揮車輛は北朝鮮が独自に開発したもので、デジタル化の進む朝鮮人民軍空軍に合わせた近代的な設計が組み込まれていると推測され、オリジナルのPMU/PMU-1のものと比較してサイズダウンしている。

## 採用国
- 朝鮮民主主義人民共和国 - CSISによると、西海のミサイル開発拠点に近い幾つかの人工島に配備した可能性があると指摘している[1]。